# Палдынь, Ева Яновна
Ева Яновна Палдынь (Палдыня, Палдынь-Русис, латыш. Ieva Paldiņa, Paldiņa-Rūse) (22.03.1896 — не ранее 1990) — латвийский советский политик. Член Президиума Верховного Совета Латвийской ССР 1-го созыва, избранного в 1940 году. Депутат Совета Национальностей Верховного Совета СССР, министр социального обеспечения Латвийской ССР (1944—1961).

## Биография
Родилась 22 марта 1896 года в крестьянской семье в Сабиле. В 1915 году с семьей бежала в Лифляндскую губернию. Осенью вместе с сестрой отправилась работать в Харьков. В 1917 году участвовала в Февральской и Октябрьской революциях, вступила в РКП(б). Служила в Красной гвардии санитаркой.
В марте 1918 гвардия эвакуировалась в Саратов, где работала в военном госпитале, где заболела тифом. После выздоровления вернулась в Харьков работать на заводе. Параллельно с этим начала активную деятельность в партии, неоднократно проходила политические курсы, а также занимала различные должности в райкомах партии. В 1923 году начала учиться в университете в Москве. В 1925 году вернулась в Латвию, где приняла участие в подпольной работе Латвийской Коммунистической партии. В сентябре 1930 года была арестована, приговорена к пяти годам принудительных работ. В 1933 году в августе проводила голодовку, которая длилась 13 дней. После отбытия наказания была арестована ещё несколько раз. Тюрьму покинула в 1939 году, вернулась в дом в сельской местности, где её контролировала полиция.
После ввода советских войск в Латвию, с июня 1940 года была 1-м секретарём райкома ЛКП в Талси. Позже стала первым секретарём Вентспилсского окружного комитета.
Во время Великой Отечественной войны в 1942 году была переправлена через линию фронта, чтобы развернуть в Латвии подпольную деятельность; получила тяжёлое ранение.
В послевоенные годы — министр социального обеспечения Латвийской ССР (1944—1961), депутат Совета Национальностей Верховного Совета СССР.

## Награды
- орден Ленина (07.03.1960)
- орден Октябрьской Революции (29.03.1976)
- 2 ордена Красного Знамени (13.11.1942; 28.10.1967)
- орден Отечественной войны I степени (11.03.1985)
- орден Трудового Красного Знамени (20.07.1950)
- орден Дружбы народов (21.03.1986)
- орден Красной Звезды (31.05.1946)
- медали